# Mazatlania cosentini
Mazatlania cosentini är en snäckart som först beskrevs av Philippi 1836.  Mazatlania cosentini ingår i släktet Mazatlania och familjen Columbellidae. Inga underarter finns listade i Catalogue of Life.